# Polska na Mistrzostwach Świata w Lekkoatletyce 1993

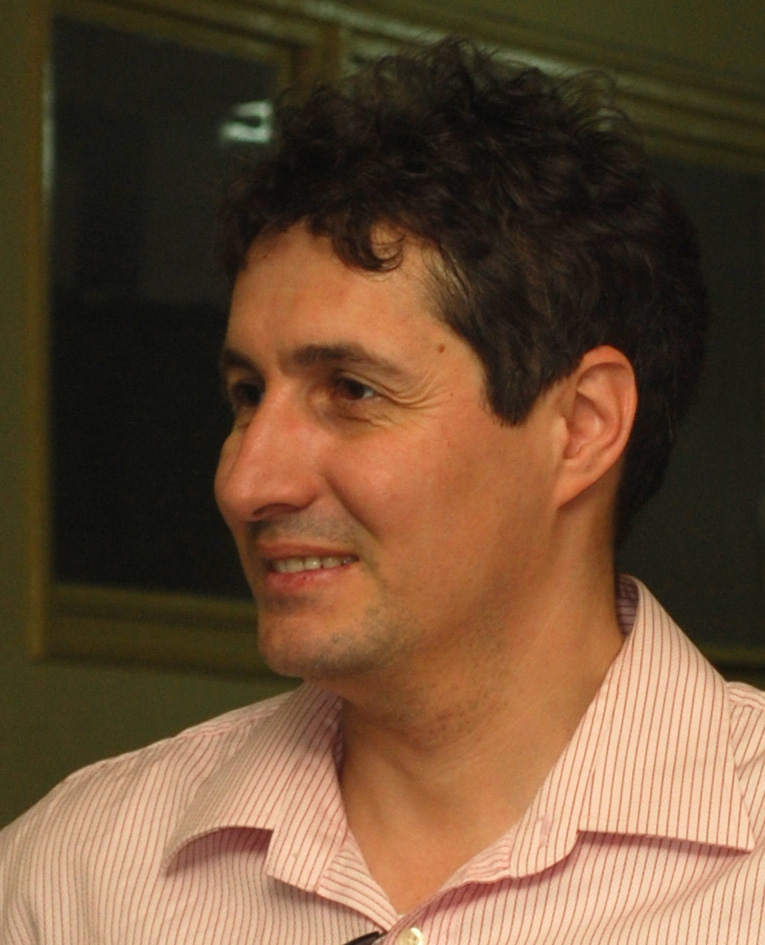
Artur Partyka w 2009

Polska na Mistrzostwach Świata w Lekkoatletyce 1993 – reprezentacja Polski podczas czempionatu w Stuttgarcie zdobyła jeden srebrny medal, który wywalczył skoczek wzwyż Artur Partyka. 

## Rezultaty

### Mężczyźni
- Bieg na 100 m
  - Marek Zalewski odpadł w ćwierćfinale
- Bieg na 5000 m
  - Michał Bartoszak odpadł w eliminacjach
- Maraton
  - Leszek Bebło nie ukończył biegu
  - Sławomir Gurny nie ukończył biegu
- Bieg na 110 m przez płotki
  - Piotr Wójcik odpadł w półfinale
- Chód na 20 km
  - Jacek Muller zajął 14. miejsce
- Chód na 50 km
  - Robert Korzeniowski nie ukończył rywalizacji (dyskwalifikacja)
- Skok wzwyż
  - Artur Partyka  zajął 2. miejsce i zdobył srebrny medal

### Kobiety
- Bieg na 800 m
  - Anna Brzezińska odpadła w eliminacjach
- Bieg na 1500 m
  - Anna Brzezińska zajęła 7. miejsce
  - Małgorzata Rydz odpadła w eliminacjach
- Maraton
  - Kamila Gradus zajęła 9. miejsce
  - Anna Rybicka zajęła 13. miejsce
- Bieg na 100 m przez płotki
  - Maria Kamrowska odpadła w eliminacjach
- Bieg na 400 m przez płotki
  - Sylwia Pachut odpadła w półfinale
  - Monika Warnicka odpadła w eliminacjach
- Chód na 10 km
  - Katarzyna Radtke zajęła 6. miejsce
- Skok w dal
  - Agata Karczmarek zajęła 8. miejsce
- Trójskok
  - Urszula Włodarczyk zajęła 8. miejsce
- Skok wzwyż
  - Katarzyna Majchrzak zajęła 9.-10. miejsce
- Pchnięcie kulą
  - Krystyna Danilczyk odpadła w kwalifikacjach
- Rzut dyskiem
  - Renata Katewicz odpadła w kwalifikacjach
- Siedmiobój
  - Urszula Włodarczyk zajęła 5. miejsce
  - Maria Kamrowska nie ukończyła